# Maa (Schiff, 2009)
Koordinaten: 17° 44′ 50″ N, 83° 21′ 2″ O
Die Maa war ein Frachtschiff, das zuletzt unter der Flagge von Bangladesch fuhr und im Oktober 2020 vor der indischen Küstenstadt Visakhapatnam strandete, wo es seitdem als Touristenattraktion und Fotomotiv bekannt ist.

## Geschichte und Charakteristika
Der Stückgutfrachter wurde als Haiphong 45 von 2008 bis 2009 auf der vietnamesischen Werft Ha Long Shipbuilding Industries in Haiphong gebaut. Das Schiff ist 79,57 m lang, 12,62 m breit und hat zwei Laderäume und einen bordeigenen Ladekran.
Das Schiff wurde für die vietnamesische Reederei Hai Phong Traco gebaut, für die es bis 2018 im Einsatz war. Im Januar 2014 erhielt das Schiff im Bason Shipyard in Saigon einen neuen Anstrich. Anfang August 2016 war das Schiff vor der Küste Vietnams an einem Rettungseinsatz beteiligt. Bei einer Hafenstaatkontrolle im Jahr 2017 im Hafen von Zhanjiang wurden Mängel am Schiff festgestellt. Im Jahr 2018 wurde das Schiff in HTK Emotion umbenannt. Ab 2019 fuhr es unter der Flagge von Bangladesch. Ab demselben Jahr trug es zudem den neuen Namen Maa. Zum Zeitpunkt der Havarie war die bangladeschische Reederei Advance Shipping Limited aus Dhaka Eigner des Schiffes.

## Havarie und Verbleib

### Havarie und Bergungsversuch
Am 19. September 2020 erreichte der leere Frachter die indische Hafenstadt Visakhapatnam, um für Mongla bestimmtes Quarzit zu laden. Die Maa verblieb auf einem Ankerplatz vor dem Hafen, um auf die Zollabfertigung zu warten. Am späten Abend des 12./frühen Morgen des 13. Oktobers rissen die beiden Anker des Schiffes in schwerer See, woraufhin die Maa an die Küste getrieben wurde und am Strand des Küstennaherholungsgebiets Tenneti-Park strandete. Ein US-amerikanisches Bergungsunternehmen wurde daraufhin von den Eignern mit der Rettung des Schiffes beauftragt. Anfang November war der Treibstoff des Schiffes abgepumpt worden und das Bergungsunternehmen wartete auf angemessene Flut, die für den 14. November erwartet wurde. Der Bergungsversuch am 14. November wurde jedoch eingestellt, da der Schiffseigner die Maa aufgab. Da die Hafenbehörde von Visakhapatnam für den Fall einer Reparatur der Maa im Hafen, auf eine Zertifizierung durch das Indian Register of Shipping bestanden haben soll, habe der Eigner, angesichts der umständlichen bis unmöglichen Erlangung der Zertifizierung, die Aufgabe des Schiffes zugunsten der britischen Schiffsversicherung Protection & Indemnity Club bekannt gegeben. Die 15 Mann starke Besatzung aus Bangladesch, die bei der Havarie unverletzt geblieben war, verblieb bis Ende November auf dem Schiff. Nach der Aufgabe des Schiffes kaufte das lokale Unternehmen Gill Marines, das mit der Entfernung des Treibstoffes aus dem Schiff beauftragt worden war, die Maa der Schiffsversicherungsgesellschaft für 12,5 Millionen Rupien (ca. 141.000 Euro) ab.

### Verbleib und Nutzungsvorhaben
Bereits kurz nach der Havarie und vor Aufgabe des Schiffes durch den Eigner, berichteten indische Medien von einem angeblichen Vorhaben der Regierung des Bundesstaates Andhra Pradesh die Maa in ein Hotel umzuwandeln. Nach der Aufgabe der Maa durch ihren Eigner, schlug der Tourismusminister von Andhra Pradesh vor, den Frachter in ein Restaurant zu verwandeln. Die Tourismusbehörde vereinbarte daraufhin Ende 2021 mit dem neuen Eigner des Schiffs, die Maa in ein Restaurant umzubauen. Nach diesen Plänen soll das Restaurant einen Freiluftteil an Deck und einen überdachten unter Deck für insgesamt 200 bis 300 Gäste aufweisen. Der Umbauzeitraum wurde auf wenige Monate veranschlagt und die dafür nötigen Kosten auf knapp 10 Millionen Rupien (ca. 113.000 Euro). Ende Dezember 2021 wurde das Schiff zudem gegen Eintrittsgeld (50 bis 200 Rupien, ca. 0,60 bis 2,25 Euro) für Besucher geöffnet. Da die Maa geringe Schlagseite auf Steuerbord aufwies und, um ein Abschwimmen des Schiffes bei großer Flut zu verhindern, wurde es mit Seilen und Ketten stabilisiert. Auch Versuche, Wellenbrecher vor dem Rumpf der Maa aufzuschütten, wurden eingeleitet. Gemäß einer Absichtserklärung zwischen der Regierung des Bundesstaates und der Tochtergesellschaft des Schiffseigners von März 2023, wird beabsichtigt bis zu 30 Millionen Rupien (ca. 339.000 Euro) in das Projekt zu investieren und 100 bis 200 Arbeitsstellen zu schaffen. Im Oktober 2023 wurde bekannt, dass sich die Eröffnung des Restaurants verzögere, da noch nicht alle beiden für den Betrieb des Restaurants und den Bau einer Zufahrtsstraße benötigten Genehmigungen erteilt worden waren. Die Forstwirtschaftsbehörde hatte bereits ihre Genehmigung für den Bau der Zufahrtsstraße erteilt, die der Küstenbehörde bezüglich des permanenten Verbleib des Schiffes an der Küste stand noch aus. Mitte Juli 2024 stand die letzte Genehmigung noch aus, wurde aber für November desselben Jahres erwartet. Anfang 2025 wurde das Schiff neu angestrichen und im Februar wurde bekannt, dass die Maa im April desselben Jahres offiziell als Touristenattraktion eröffnet werden soll.

## Trivia
Im Sommer 2023 diente das gestrandete Schiff als Filmkulisse für einen Telugu-Film, wofür es als fiktives britisches Marineschiff HMS Talmar ausgegeben wurde.

## Galerie

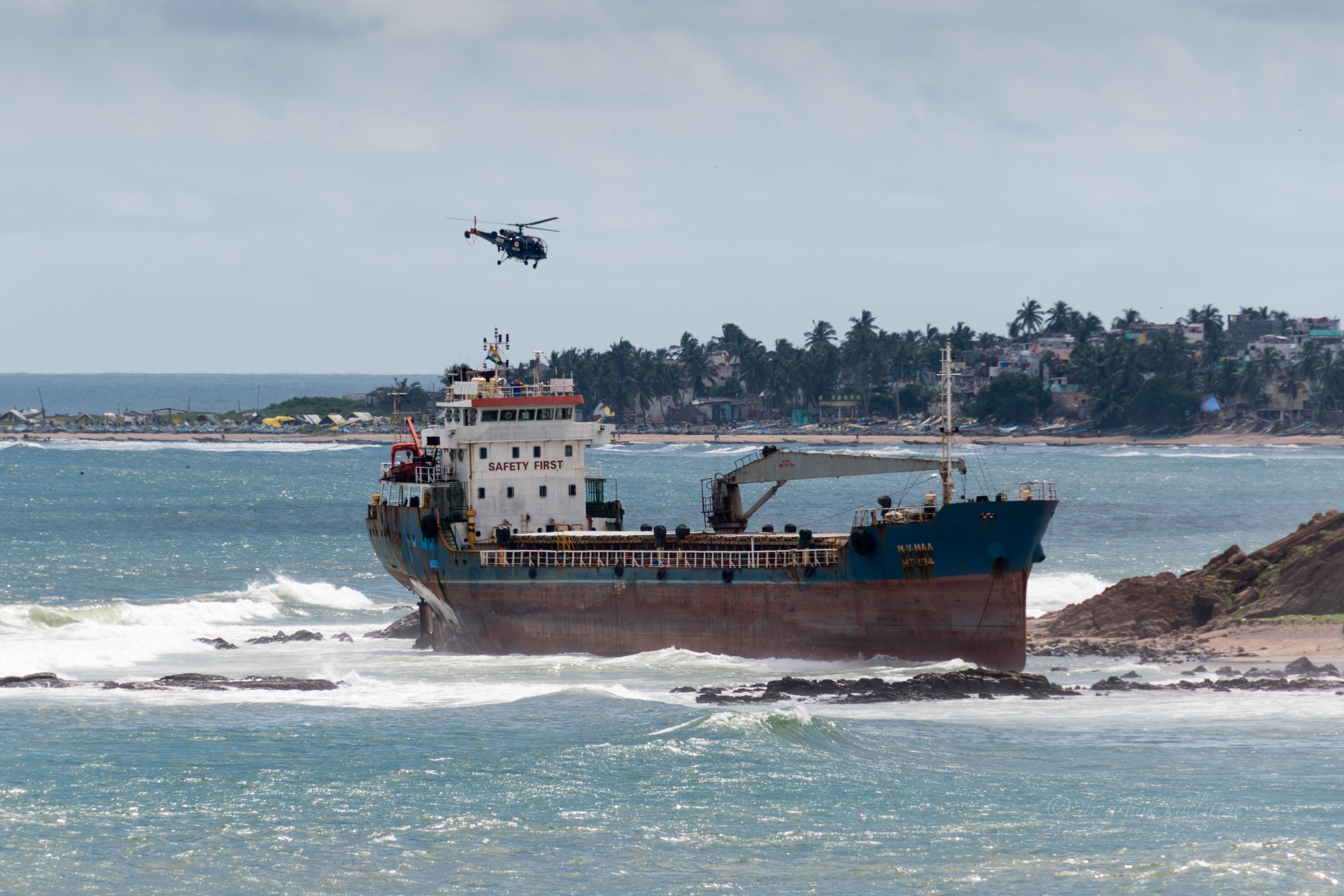
Aufnahme am Tag der Havarie der Maa, mit Überflug von IN436 der Indischen Marine
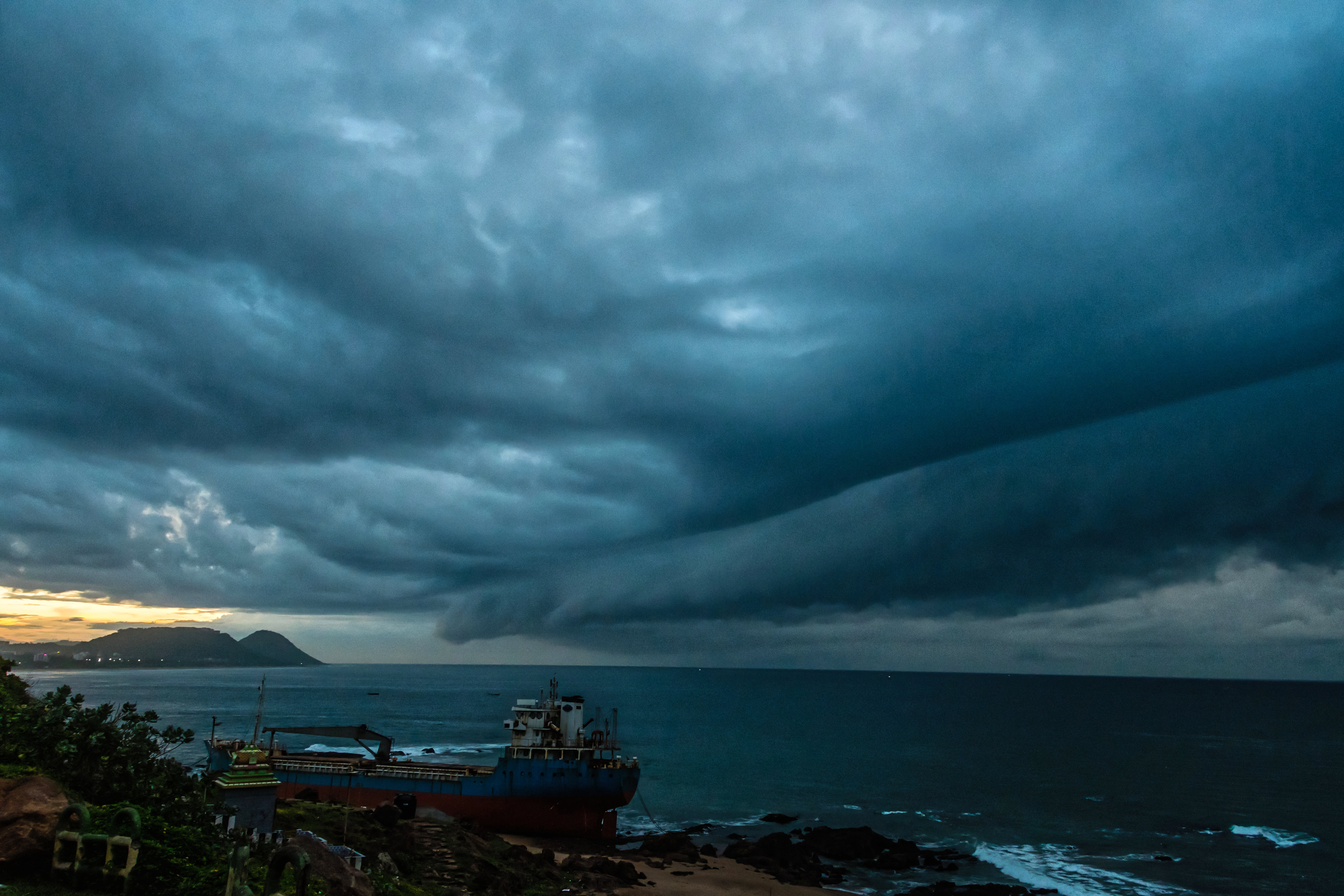
Lage des Schiffs im Oktober 2022
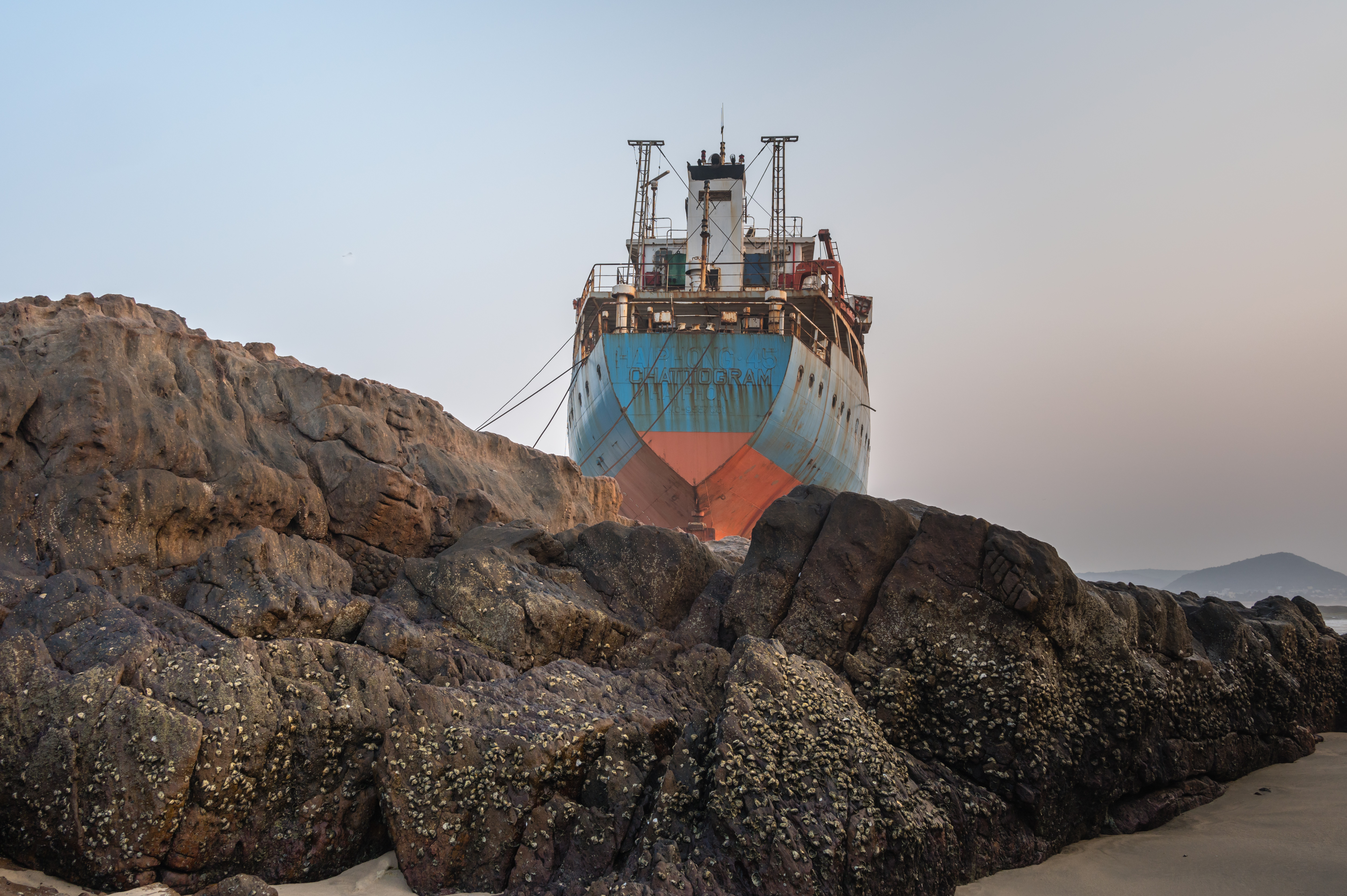
Das mit Seilen stabilisierte Heck des Schiffes, 2023
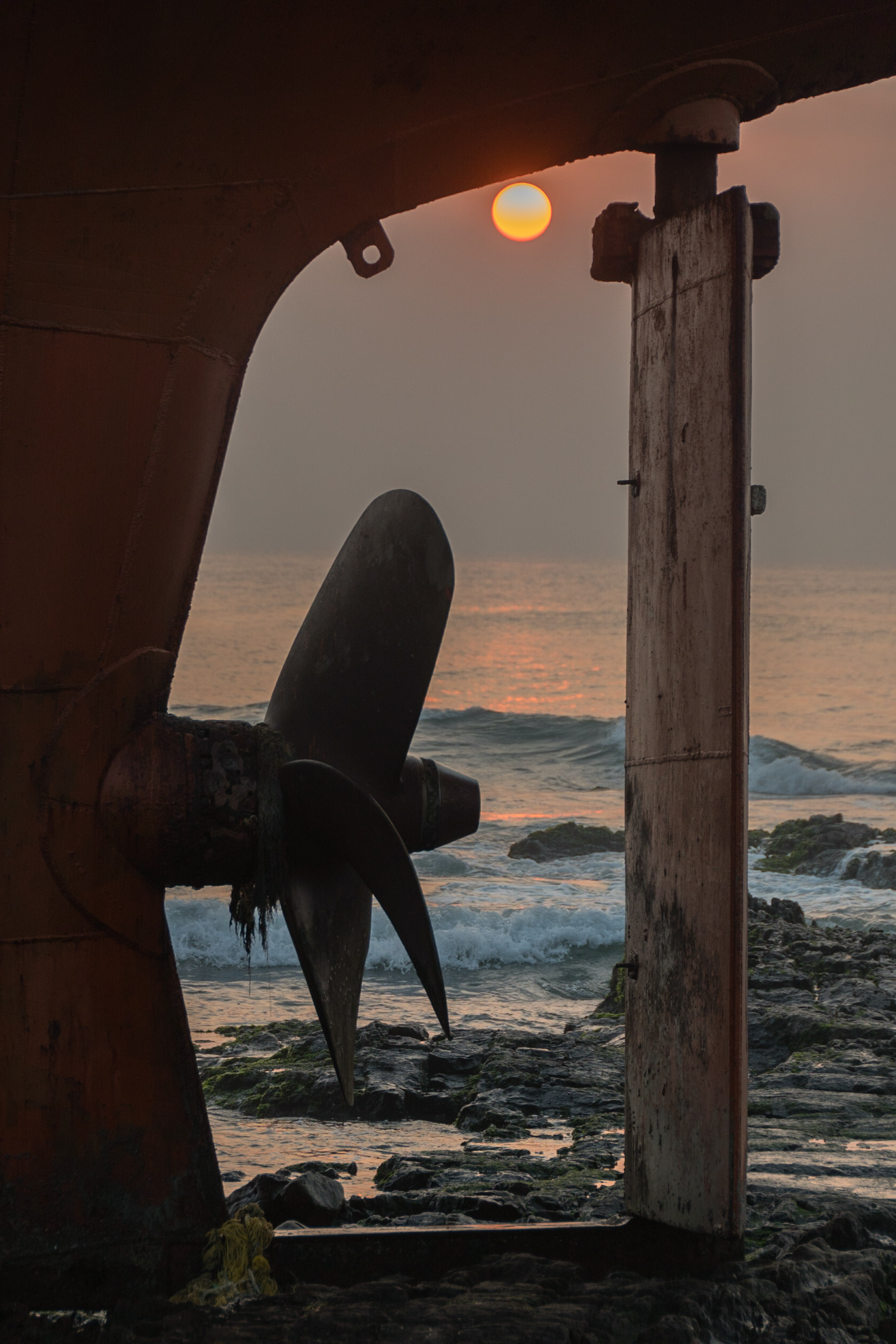
Nahaufnahme des Ruders und der Schraube, 2023
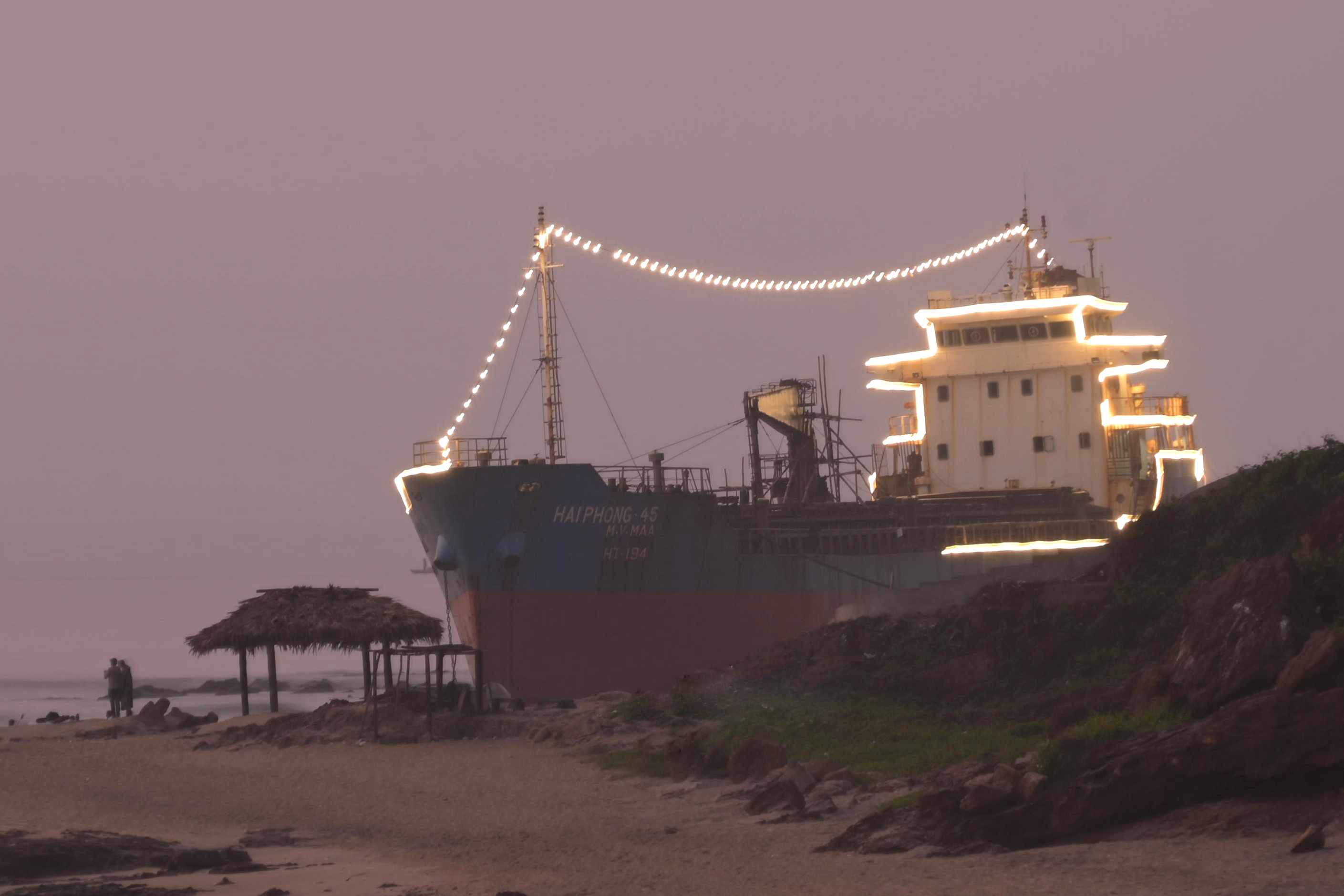
Das beleuchtete Schiff im Februar 2024